# Erebochlora subrufata
Erebochlora subrufata là một loài bướm đêm trong họ Geometridae.